# Refleksivnost
Refleksivnost je lastnost relacije, ki pravi, da so vsi elementi izbrane množice v relaciji sami s seboj:
{\displaystyle \forall x\in A:xRx\!\,.}
Poleg simetričnosti in tranzitivnosti je refleksivnost ena od treh lastnosti, ki opredeljujejo ekvivalenčne relacije.

## Primeri
Primeri refleksivnih relaciji so:
- "je enako" (enakost)
- "je podmnožica" (inkluzija)
- "deli" (deljivost)
- "je večje ali enako kot"
- "je manjše ali enako kot".

Primeri nerefleksivnih relacij so:
- "ni enako".
- "je tuje število" za cela števila, večja od 1
- "je prava podmnožica" (stroga inkluzija)
- "je večji kot"
- "je manjše kot".